# Saratoga (Nueva York)
Saratoga es un pueblo (subdivisión administrativa) del condado de Saratoga, Nueva York, Estados Unidos. Según el censo de 2020, tiene una población de 5,808 habitantes.
También es el nombre comúnmente utilizado, aunque no oficial, de la ciudad vecina de Saratoga Springs.
La localidad más poblada de Saratoga es Schuylerville, a la que a menudo, pero no oficialmente, se le llama «Old Saratoga».

## Geografía
Está ubicado en las coordenadas 43°3′15″N 73°38′37″O / 43.05417, -73.64361 (43.054237, -73.643722).

## Demografía
Según la Oficina del Censo en 2000 los ingresos medios por hogar en la región eran de $42,727, y los ingresos medios por familia eran $48,482. Los hombres tenían unos ingresos medios de $33,178 frente a los $27,654 para las mujeres. La renta per cápita para la localidad era de $21,716. Alrededor del 7.3% de la población estaban por debajo del umbral de pobreza.
De acuerdo con la estimación 2015-2019 de la Oficina del Censo, los ingresos medios por hogar en la región son de $75,242, y los ingresos medios por familia son de $90,078. El 5.3% de la población está en situación de pobreza.